# Riccardo Lombardi (politico)
Riccardo Lombardi (Regalbuto, 16 agosto 1901 – Roma, 18 settembre 1984) è stato un politico, ingegnere, giornalista, partigiano e prefetto italiano, esponente storico del Partito Socialista Italiano.
Dapprima militante del Partito Popolare Italiano, d'ispirazione liberalcattolica e popolarista, di cui fu esponente della corrente interna di sinistra (poi scissasi nel Partito Cristiano del Lavoro), divenne membro del movimento antifascista Giustizia e Libertà, nelle cui file partecipò attivamente come partigiano alla Resistenza. In quello stesso periodo, fu uno dei fondatori e principali animatori del Partito d'Azione, di cui determinò poi nel dopoguerra lo scioglimento e la conseguente confluenza della sua corrente prosocialista (di cui egli stesso era un capofila) nel PSI.
Eletto all'Assemblea Costituente, promotore del distacco delle sinistre dalla sfera d'influenza dell'Unione Sovietica, fu deputato ininterrottamente dal 1948 al 1983 e diresse l'Avanti!, organo ufficiale del Partito, dal 1948 al 1950 e dal 1963 al 1964. Inizialmente un fautore della politica del centro-sinistra "organico", ne divenne in seguito uno strenuo critico e, fino all'epoca craxiana, fu capofila della corrente di sinistra interna, dove erano confluiti anche i vecchi socialisti rivoluzionari e massimalisti antisovietici, che fu per l'appunto denominata Sinistra Lombardiana.

## Biografia

### La giovinezza e la militanza a sinistra
Lombardi nacque a Regalbuto, in provincia di Enna (all'epoca in provincia di Catania), il 16 agosto del 1901, figlio di Gustavo Lombardi, capitano dell'Arma dei Carabinieri toscano, deceduto a causa di servizio in Sicilia quando lui aveva 3 anni, e di una donna siciliana, Maria Marraro. Studiò presso il Collegio Pennisi di Acireale (in provincia di Catania), e, una volta compiuti gli studi liceali, frequentò il Politecnico di Milano, dove conseguì la laurea in Ingegneria industriale. Aderì al Partito Popolare Italiano di don Luigi Sturzo e, nel 1923, collaborò con Il Domani d'Italia, giornale della sinistra cattolica.
Simpatizzò per il Partito Cristiano del Lavoro, fondato nel 1920 da degli esponenti di sinistra del PPI, come Guido Miglioli, cui fu molto legato. Partecipò ad alcune azioni degli Arditi del Popolo, tra cui la difesa del giornale socialista Avanti! dall'assalto degli squadristi fascisti. All'indomani del delitto Matteotti prese parte agli abboccamenti con il sen. Carlo Sforza, Tito Zaniboni, Giuseppe Donati, il deputato repubblicano Alfredo Morea, Enrico Tulli, Romano Cocchi, Aldo Vergano, Guido A. Grimaldi e Carlo Silvestri, per rivolgersi al re chiedendogli l'autorizzazione di catturare Mussolini: come ironizzò Gramsci, “sono degli sciocchi; per un gesto di quel genere, che era squisitamente rivoluzionario, non si doveva domandare alcun permesso”.
Quando il cattolicesimo italiano rinunciò ad opporsi attivamente al fascismo, si avvicinò alla cultura marxista, ispirandosi anche ad Antonio Gramsci, e, progressivamente, si discostò dalla propria formazione cattolica. Dopo la soppressione dei partiti politici decretata il 5 novembre del 1926 dal regime fascista, continuò a partecipare all'attività clandestina con esponenti antifascisti di varie tendenze, in particolare con i comunisti dei quali apprezzava l'attivismo, pur rifiutando di iscriversi al Partito Comunista d'Italia.
Conobbe in quegli anni la sua compagna, e poi moglie, che per 52 anni gli fu a fianco: Ena Viatto (1906-1986), detta il "fenicottero comunista", che, innamoratasi di Lombardi, si separò da Girolamo Li Causi. Con Ena, profondamente atea, partecipò attivamente alla Resistenza. Nel 1930, a seguito di un'azione di volantinaggio, venne aggredito dalle camicie nere, poi arrestato e torturato a manganellate dalla polizia nella sede del Fascio. Non si sarebbe mai ripreso completamente dai postumi delle violenze: le percosse gli lesionarono un polmone che, unitamente alla sua assidua fruizione di tabacco, gli avrebbe provocato problemi respiratori per tutta la vita (secondo la testimonianza del nipote Gustavo, aveva difficoltà a fare più di tre scalini in età matura).
Al termine del conflitto, avendo una buona conoscenza del tedesco e del francese, trovò lavoro quale direttore tecnico presso la sede di Milano della Weise & Söhne, una società tedesco-olandese d'impiantistica chimica, che in pochi anni portò a diventare uno dei maggiori fornitori di Montecatini, SNIA e di tutta l'industria chimica italiana, allora in piena espansione. Raggiunse così un effimero benessere economico.

### La resistenza e il Partito d'Azione
Aderì al movimento Giustizia e Libertà e, nel 1942, fu tra i fondatori del Partito d'Azione di cui nel gennaio del 1943 creò assieme a Brenno Cavallari l'organo clandestino di stampa L'Italia Libera. Dopo l'armistizio di Cassibile dell'8 settembre 1943 militò nella Resistenza quale tenente generale delle brigate Giustizia e Libertà. Alla vigilia della Liberazione, rappresentò GL alle fallite trattative di resa incondizionata della Repubblica Sociale Italiana, durante l'incontro con Benito Mussolini e Rodolfo Graziani presso l'Arcivescovado di Milano.
Fece parte del CLNAI da cui alla Liberazione fu nominato Prefetto di Milano (dal 30 aprile 1945 al dicembre 1945): in questa veste testimoniò a favore dell'ex prefetto fascista di Milano Piero Parini. Partecipò al primo governo De Gasperi (10 dicembre 1945 - 1º luglio 1946) quale Ministro dei trasporti, avviando la rapida ricostruzione della rete ferroviaria.
In seguito preferì operare fuori dalle cariche di governo o del parlamento, anche quando il suo partito faceva parte della maggioranza governativa. Convinto dell'insufficienza della sola riforma del latifondo a far progredire il Mezzogiorno, nel 1947 ottenne la costituzione dell'Ente siciliano di elettricità votato a promuovere l'industrializzazione dell'isola tramite interventi pubblici che ne potenziassero le infrastrutture.
Sotto alla sua breve iniziale presidenza l'ESE realizzò nuove centrali idroelettriche (Pelino, Troina e Carboi) e i grandi impianti termici di Termini Imerese e di Augusta. In seguito al I congresso nazionale (febbraio 1946) divenne segretario del Partito d'Azione, nelle liste del quale fu eletto alla Assemblea Costituente. Dopo il magro risultato elettorale guidò il partito verso la confluenza nel Partito Socialista (ottobre 1947).

### Dalla corrente autonomista alla sinistra socialista
Nel PSI si mise a capo della corrente autonomista rispetto allo stretto rapporto instaurato da Nenni con i comunisti e fu contrario alle liste unitarie per le elezioni politiche del 1948 e allo stretto rapporto con l'Unione Sovietica. Dopo la sconfitta del Fronte Popolare, con Fernando Santi e Vittorio Foa vinse il congresso del PSI del giugno 1948, su posizioni autonomiste, ma fu costretto a passare la mano, in meno di un anno, ai frontisti di Nenni e Morandi, forti del sostegno sovietico.

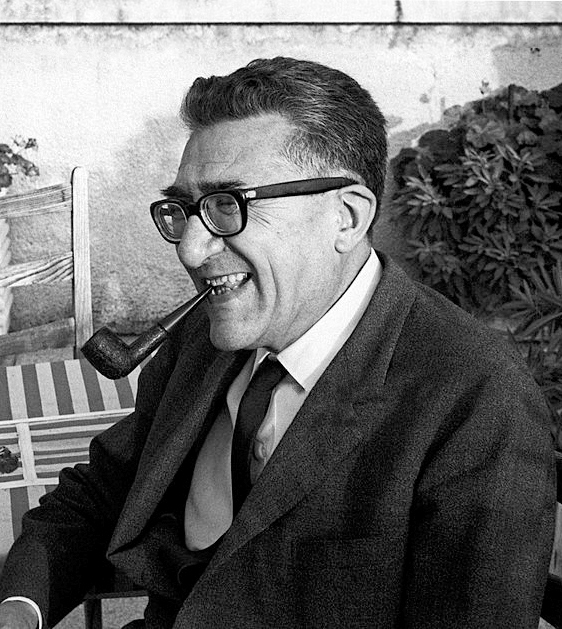
Riccardo Lombardi nel 1966

Negli anni del frontismo, Lombardi tenne una posizione defilata nel PSI e accettò alcuni compromessi con la dirigenza come ricoprire l'incarico di vicepresidente del Movimento dei Partigiani della Pace, organizzazione internazionale egemonizzata dal Cremlino. Solo nel 1956, dopo l'invasione sovietica dell'Ungheria, Nenni, con l'appoggio di Lombardi, denunciò il patto di unità d'azione col Partito Comunista Italiano.
Segno del nuovo orientamento dei socialisti a livello internazionale fu l'atteggiamento diverso tenuto nei confronti dell'integrazione europea. Lombardi ottenne il voto favorevole del PSI sull'adesione all'Euratom e l'astensione sulla CEE.

Lombardi e Sandro Pertini

Al Congresso di Venezia del 1957 ottenne poi l'adozione di una nuova politica consistente nel costringere la maggioranza governativa centrista ad operare una svolta a sinistra. Dopo un anno di tentativi di apertura contraddetti da pericoli di sbandamenti a destra, la Democrazia Cristiana ottenne, nel 1962, l'astensione socialista sulla fiducia al governo Fanfani, segnando l'inizio del "centro sinistra". Questa prima fase, definita "programmatica", di cui Lombardi fu il protagonista, era incentrata su una serie di riforme di struttura (termine da lui introdotto nel linguaggio politico): tra quelle realizzate, le principali furono:
- l'aumento delle pensioni di circa il 30%, il che portò le pensioni medie a circa centomila lire l'anno;
- l'avvio di un'imponente opera di urbanizzazione dell'Italia, tramite l'esproprio generale di terre ai Comuni;
- la nazionalizzazione dell'energia elettrica e la nascita dell'ENEL;
- l'istituzione della scuola media unica e l'elevazione dell'obbligo scolastico a 14 anni di età;
- la riduzione della leva militare obbligatoria da 18 a 15 mesi.

La sua proposta politica di medio termine, definita "a-comunista", era comunque l'alternativa socialista alla DC e al PCI.
Nel luglio del 1964 la corrente "lombardiana" da lui guidata decise di non partecipare al secondo governo Moro, denunciando l'involuzione conservatrice della politica del centro-sinistra, in particolare a seguito del rifiuto della DC a realizzare la riforma urbanistica.
Da quel momento, per anni, Lombardi tenne una posizione di critica costruttiva nei confronti della maggioranza del suo partito; indicando come prospettiva un governo di alternativa alla Democrazia Cristiana, che la positiva evoluzione in atto nel Partito Comunista Italiano poteva, a suo giudizio, rendere possibile.
In politica estera si adoperò per la decolonizzazione, in particolare fornendo sostegno internazionale all'amico Pierre Mendès France impegnato nella liberazione dell'Indocina francese prima, dell'Algeria francese in seguito. Successivamente fu instancabile animatore di iniziative contrarie alla guerra del Vietnam.
Negli anni settanta partecipò alla campagna innocentista in favore di Achille Lollo, Marino Clavo e Manlio Grillo, i tre militanti di Potere Operaio (gruppo della sinistra extraparlamentare), condannati per il rogo di Primavalle, in cui persero la vita Virgilio e Stefano Mattei, rispettivamente di 22 e 8 anni, figli di Mario Mattei, segretario locale del Movimento Sociale Italiano.
Nel 1970 fu uno dei più attivi sostenitori della legge Baslini-Fortuna sul divorzio e successivamente nel 1974 del NO al referendum sul divorzio, così come nel 1978 della legge sulla legalizzazione dell'aborto.

Lombardi negli anni '80

In occasione delle consultazioni del Comitato centrale del Midas del 1976, svoltesi a seguito delle dimissioni dell'allora segretario Francesco De Martino, l'apporto della sua corrente si dimostrò determinante per l'elezione a segretario nazionale di Bettino Craxi. Il PSI versava infatti in condizioni critiche, essendo sceso al di sotto del 10% alle elezioni anticipate indette alla caduta in quell'anno del quarto governo Moro, causata peraltro proprio dal ritiro dell'appoggio socialista alla maggioranza di governo, ciò nell'ottica - cara appunto alle correnti di sinistra interna del Partito - d'indebolimento della compagine del centro-sinistra per la formazione d'un ideale asse PSI-PCI (regolarmente disattesa dalla ferrea linea berlingueriana del compromesso storico).
La crisi interna che ne seguì, riconducibile ai dissidi tra le varie correnti sul nuovo posizionamento politico d'assumere, fu dunque tale che emerse praticamente da subito l'esigenza che si trovasse una specie di "segretario transitorio" che riorganizzasse il quadro dirigenziale ormai fuor di sesto e che fosse quindi capace nell'immediato di rilanciare elettoralmente il Partito; per cui quando sul nome di Craxi si convogliò, per merito degli elementi "giovani" delle varie correnti, una certa quota di voti, l'anziano Lombardi acconsentì a farvi convergere in toto quelli della propria area, pur con una certa dose di riserve. Craxi era infatti ben noto all'epoca come il "delfino" di Nenni e lo stesso Lombardi, non a caso, non si risparmiò quando sottopose a critica serrata il manifesto programmatico "Progetto socialista per l'alternativa" del neosegretario al 40º congresso di Torino del 1978.
Eletto presidente nazionale del PSI nel gennaio del 1980, dopo soli due mesi diede le proprie dimissioni a causa di forti dissidi con la segreteria di Craxi, che fin da subito si palesò, con il suo spregiudicato dinamismo e la sua propensione all'accentramento e spettacolarizzazione delle funzioni dirigenziali, quale "uomo forte" del Partito, tanto d'attirarsi l'accusa pubblica, da parte dello stesso Lombardi, di gestirlo con il Führerprinzip.
Da quel momento in poi assunse dunque una posizione estremamente critica nei confronti del segretario socialista e delle sue politiche, indicando nel nuovo indirizzo craxiano un mutamento drastico ed a dir poco deleterio delle istanze storiche che avevano contraddistinto il Partito Socialista, rilevandovi dunque una preoccupante mancanza di prospettiva nel senso d'una costruzione dell'alternativa di sinistra, che ponesse il PSI quale forza politica capace di sfidare da sinistra tanto la Democrazia Cristiana, quanto il Partito Comunista Italiano.
Ciononostante, i principali esponenti della sua corrente, come Claudio Signorile e Gianni De Michelis, e con poche eccezioni quali Giorgio Ruffolo e Michele Achilli, finirono comunque per confluire a tutti gli effetti nell'orbita di Craxi, lasciandolo di fatto isolato dinanzi al nuovo corso intrapreso dal Partito a guida craxiana.
Nel suo ultimo intervento al Comitato Centrale del PSI, il 30 giugno del 1984, concluse la sua arringa con la frase «un PSI così non ha ragione di esistere», prevedendo con dieci anni di anticipo anche la fine del suo partito per effetto di Tangentopoli (affermò che in quel momento c'erano più socialisti in carcere che all'epoca del fascismo, criticando la corruzione montante ai vertici dei partiti di governo, tra cui il PSI).
Pochi mesi dopo, Lombardi morì di fibrosi polmonare e insufficienza respiratoria presso la clinica romana Mater Dei e, per sua esplicita volontà, fu cremato senza riti religiosi.
Nel 2005, nel cortile della prefettura di Milano, in corso Monforte, venne collocata una targa a lui dedicata: «25 aprile 1945/ RICCARDO LOMBARDI/ prefetto della Milano libera e democratica/ 25 aprile 2005 - Sessantesimo della Liberazione».

## Opere
- Simona Colarizi (a cura di), Scritti politici, Venezia, Marsilio, 1978.
- Riccardo Lombardi (intervista a cura di Carlo Vallauri), L'alternativa socialista, Roma, Ediesse, 2009.
- Antologia da "Il Ponte" (1965-1973), a cura di Giulio Laroni, Milano, Biblion Edizioni, 2009.
- Discorsi Parlamentari, presentazione di Valdo Spini e Introduzione di Simona Colarizi, Roma, Camera dei Deputati, 2001.